# Wikimapia
Wikimapia – wielojęzyczny międzynarodowy serwis internetowy umożliwiający zarówno oglądanie, jak i samodzielne zaznaczanie miejsc na mapie świata. Łączy w sobie edytowalność w trybie wiki z mapą satelitarną opartą na Google Maps. Hasłem przewodnim projektu jest Let's describe the whole world!, w wolnym tłumaczeniu „Opiszmy cały świat!”.
Projekt utrzymuje się z reklam Google AdWords znajdujących się w okienku opisów obiektów.

## Tryby i warstwy
Projekt składa się z kilku warstw. Jako podłoże można wybrać jedną z warstw zapożyczonych z Google Maps:
- mapa satelitarna
- mapy topograficzne (mapa sieci dróg i zabudowania oraz mapa rzeźby terenu)

Można wybrać również wersję hybrydową z uproszczoną warstwą sieci dróg, rzek itp., nałożoną na mapę satelitarną.
Jednak podstawowymi warstwami dla projektu są nałożone na to warstwy obiektów dodanych przez użytkowników, czyli wszelkich budynków, rzek, ulic itp. wraz z opisem w różnych językach.

## Edycja i dodawanie obiektów
Warstwa obiektów użytkowników jest edytowalna w trybie wiki, czyli może to zrobić każdy, a wyniki pojawiają się natychmiast. Nowe miejsca zaznacza się wprost na mapie, rysując prostokąt, a od 23 marca 2007 roku można tworzyć bardziej szczegółowy obrys jako dowolnie złożony wielokąt. Niezależnie od tego w październiku 2007 roku udostępniona została także możliwość dodawania dróg przy pomocy łączących się ze sobą linii prostych. Są one widoczne na osobnej warstwie oraz na mapce powstałej z połączonych warstw wszystkich obiektów użytkowników nazywanej „Wikimapia map”.
Do każdego dodanego miejsca można wprowadzić opis w wybranym języku i ew. link do artykułu na Wikipedii. Można także dodać jedną lub więcej kategorii, co pozwala na uruchomienie filtrowania widocznych mapie obiektów. Dzięki temu można ograniczyć liczbę widocznych obiektów, których obszary mogą nakładać się szczególnie w bardziej zaludnionych lub popularnych miejscach.
Dodatkowo niektóre kategorie mają specjalne znaczenie przy prezentacji obszarów na „Wikimapii map”. Przykładowo, rzeki i zbiorniki wodne są na niej zaznaczone na niebiesko, a lasy i parki na zielono.

## Historia rozwoju
Projekt WikiMapia został utworzony przez Aleksandra Koriakina oraz Jewgienija Sawieljewa 24 maja 2006.
- 16 sierpnia 2006 – osiągnięty milion oznaczonych miejsc[2]
- 22 listopada 2006 – dwa miliony[2]
- 8 marca 2007 – trzy miliony
- 24 maja 2007 (czyli dokładnie po roku) – prawie 4 miliony (3700+)
- 9 października 2007 – pięć milionów[2]
- 14 lipca 2012 – 19 milionów[2]

W początkowej fazie rozwoju Wikimapia była serwisem typu „każdy może edytować”. Nie posiadała zarejestrowanych użytkowników ani żadnego systemu administrowania. Wszyscy edytorzy współtworzyli projekt całkowicie anonimowo i na równych prawach dla każdego. Problem z wandalizmami wymusił jednak w końcu zaimplementowanie mechanizmu rejestracji użytkowników, co nastąpiło 8 września 2006 r. Zarejestrowani użytkownicy uzyskują po trzech dniach od momentu rejestracji niektóre uprawnienia „administratora”, tzn. mogą kasować, przenosić i przywracać wcześniejszą wersję zarówno opisów obiektów, jak i ich położenia na mapie.
Od kwietnia 2007 rozpoczął się proces tworzenia interfejsu użytkownika w 64 językach. Postęp tłumaczenia można śledzić na specjalnej podstronie dla tłumaczy-ochotników. Na dzień 22 września 2008 roku pełny interfejs dostępny był w 33 językach, w tym w języku polskim.